# Welch (Familienname)
Welch ist ein englischer Familienname.

## Namensträger
- Adonijah Welch (1821–1889), US-amerikanischer Politiker
- Ann Welch (1917–2002), britische Pilotin, Fluglehrerin und Verbandsfunktionärin
- Barbara Welch (* 1948), kanadische Badmintonspielerin
- Benjamin Welch junior (um 1818–1863), US-amerikanischer Zeitungsverleger und Politiker
- Bill Welch (1941–2009), US-amerikanischer Politiker
- Bo Welch (* 1951), US-amerikanischer Szenenbildner, Artdirector und Regisseur
- Bob Welch (1945–2012), US-amerikanischer Musiker
- Bob Welch (Baseballspieler) (1956–2014), US-amerikanischer Baseballspieler
- Brian Welch (* 1970), US-amerikanischer Gitarrist
- Brian Welch (Skispringer) (* 1984), US-amerikanischer Skispringer
- Bruce Welch (* 1941), britischer Gitarrist
- Charles Welch (Fußballspieler) (1878–1941), englischer Fußballspieler
- Charles David Welch (* 1953), US-amerikanischer Diplomat, siehe David Welch
- Charles Henry Welch (genannt C. H. Welch; 1880–1967), christlicher Theologe, Schriftsteller und Redner
- Charles Kingston Welch (1861–1929), britischer Erfinder
- Christopher Evan Welch (1965–2013), US-amerikanischer Schauspieler
- Claxton Welch (* 1947), US-amerikanischer American-Football-Spieler
- Conrado Welch (1908–1954), chilenischer Fußballspieler
- Denton Welch (1915–1948), britischer Schriftsteller und Maler
- Florence Welch (* 1986), britische Singer-Songwriterin, siehe Florence + the Machine
- Francis Bertram Welch (1876–1949), britischer Klassischer Archäologe
- Frank Welch (1835–1878), US-amerikanischer Politiker
- Fritz Welch (* um 1980), US-amerikanischer Musiker
- George Welch (George Lewis Schwartz; 1918–1954), US-amerikanischer Pilot
- Gillian Welch (* 1967), US-amerikanische Songwriterin
- Gita Honwana Welch, mosambikanische Juristin, Politikerin und Entwicklungshilfe-Beraterin
- Greg Welch (* 1966), australischer Triathlet
- Haliey Welch (* 2002), US-amerikanische Internetpersönlichkeit, siehe Hawk Tuah
- Holmes Welch (1924–1981), US-amerikanischer Gelehrter des Daoismus und des chinesischen Buddhismus
- Israel Victor Welch (1822–1869), US-amerikanischer Politiker
- Ivo Welch (* 1963), deutschamerikanischer Ökonom und Hochschullehrer
- Jack Welch (1935–2020), US-amerikanischer Manager
- James Welch (1940–2003), indianisch-amerikanischer Schriftsteller
- Jane Welch (* 1964), britische Schriftstellerin
- Jane Meade Welch (1854–1931), US-amerikanische Journalistin
- Jessica Welch (* 1980), kanadische Schauspielerin
- John Welch (1805–1891), US-amerikanischer Politiker
- Jovani Welch (* 1999), panamaischer Fußballspieler
- Kevin Welch (* 1955), US-amerikanischer Sänger
- Larry D. Welch (* 1934), US-amerikanischer General der Air Force
- Lenny Welch (1938–2025), amerikanischer Sänger
- Liliane Welch (1937–2010), kanadische Schriftstellerin luxemburgischer Herkunft
- Lloyd R. Welch (1927–2023), US-amerikanischer Mathematiker
- Lucy Kemp-Welch (1869–1958), britische Malerin, Illustratorin und Lehrerin
- Max Welch Guerra (* 1956), deutsch-chilenischer Politikwissenschaftler und Stadtplaner
- Michael Welch (* 1987), US-amerikanischer Schauspieler
- Monster Mike Welch (* 1979), US-amerikanischer Bluesgitarrist, Sänger und Songwriter
- Noah Welch (* 1982), US-amerikanischer Eishockeyspieler
- Peter Welch (Schauspieler, 1922) (1922–1984), britischer Schauspieler
- Peter Welch (Politiker) (* 1947), US-amerikanischer Politiker
- Peter Welch (Schauspieler, II), US-amerikanischer Schauspieler, Regisseur, Drehbuchautor und Produzent
- Phil J. Welch (1895–1963), US-amerikanischer Politiker
- Priscilla Welch (* 1944), britische Marathonläuferin
- Raquel Welch (1940–2023), US-amerikanische Schauspielerin
- Rebecca Welch (* 1983), britische Fußballschiedsrichterin
- Reginald Courtenay Welch (1851–1939), englischer Fußballspieler und -funktionär
- Richard J. Welch (1869–1949), US-amerikanischer Politiker
- Robert Welch (* 1951), US-amerikanischer Szenenbildner, Artdirector und Regisseur, siehe Bo Welch
- Robert Welch, Jr. (1899–1985), US-amerikanischer Geschäftsmann und Aktivist
- Roger Welch (1946–2022), US-amerikanischer Künstler
- Saunders Welch (um 1711–1787), englischer Richter und Philanthrop
- Savannah Welch (* 1984), US-amerikanische Schauspielerin, Musikerin und Podcast-Moderatorin
- Sean Welch (Bassist), Bassist bei The Beautiful South
- Sean Welch (Filmproduzent) (* 1965), Filmproduzent
- Sian Welch (* 1966), US-amerikanische Triathletin
- Stephen Welch (* 1972), US-amerikanischer Rollstuhltennisspieler
- Stuart Welch (* 1977), australischer Ruderer
- Stuart Cary Welch (1928–2008), US-amerikanischer Kurator
- Tahnee Welch (* 1961), US-amerikanische Schauspielerin
- Terry Welch (1939–1988), US-amerikanischer Informatiker
- Theodore F. Welch (* 1933), US-amerikanischer Bibliothekar
- Thomas Anthony Welch (1884–1959), US-amerikanischer Geistlicher, Bischof von Duluth
- Thomas Bramwell Welch (1825–1903), britisch-amerikanischer methodistischer Minister und Zahnarzt
- W. Wilbert Welch (1918–2015), US-amerikanischer Theologe
- William Welch (Wrestler) (* 1977), US-amerikanischer Wrestler
- William A. Welch (1868–1941), US-amerikanischer Ingenieur
- William Henry Welch (1850–1934), US-amerikanischer Arzt und Hygieniker
- William W. Welch (1818–1892), US-amerikanischer Politiker